# Protogygia comstocki
Protogygia comstocki är en fjärilsart som beskrevs av Mcdunnough 1934. Protogygia comstocki ingår i släktet Protogygia och familjen nattflyn. Inga underarter finns listade i Catalogue of Life.

## Bildgalleri

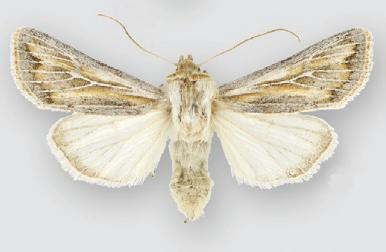